# NGC 3670
NGC 3670 este o liner situată în constelația Leul. A fost descoperită în 10 aprilie 1785 de către William Herschel. Se află la o distanță de 103,07 megaparseci de Pământ.